# Слаптинці
Слаптинці (словен. Slaptinci) — поселення в общині Светий Юрій-об-Щавниці, Помурський регіон, Словенія. Висота над рівнем моря: 205,2 м.